# Lehnershof
Lehnershof ist ein Gemeindeteil der Stadt Auerbach in der Oberpfalz im bayerischen Landkreis Amberg-Sulzbach.
Die Einöde liegt etwa 7 km südöstlich der Stadt, nahe der Pegnitz. Von der 50 m westlich vorbeiführenden Staatsstraße 2162 verläuft ein Stichweg zu dem Ort. Die St 2162 führt in das 2 km entfernte Neuhaus an der Pegnitz.
Bis zur Gemeindegebietsreform ein Gemeindeteil der ehemaligen Gemeinde Ranna, wurde Lehnershof am 1. Januar 1972 nach Auerbach eingemeindet.